# 1959 год в театре
1959 год в театре

## Персоналии

### Родились
- 26 января — Руденский, Андрей Викторович, советский и российский актёр театра и кино
- 24 февраля — Горянский, Владимир Викторович, украинский актёр и телеведущий, Народный артист Украины
- 24 февраля — Игнатьев, Николай Дмитриевич — российский актёр, Заслуженный артист России
- 21 марта — Моисеев, Станислав Анатольевич — советский и украинский театральный режиссёр, Заслуженный деятель искусств Украины, Народный артист Украины
- 27 апреля — Левтова, Марина Викторовна, советская и российская актриса театра и кино
- 23 мая — Гузеева, Лариса Андреевна, советская и российская актриса театра и кино, заслуженная артистка России
- 23 мая — Волков, Игорь Николаевич, советский и российский актёр театра и кино, заслуженный артист России
- 5 июля — Волков, Игорь Юрьевич, советский и российский актёр театра и кино
- 9 августа — Буриан, Эмиль Франтишек, чешский композитор, драматург и режиссёр и актёр
- 21 сентября — Вержбицкий, Виктор Александрович, советский и российский актёр театра и кино
- 27 сентября — Белявская, Ольга Леонидовна, советская и российская актриса театра и кино
- 2 ноября — Ланди, Паоло Эмилио, итальянский режиссёр, тележурналист, профессор Ричмондского университета

### Скончались
- 7 января, Москва — Борис Лавренёв, советский писатель и драматург, лауреат двух Сталинских премий (1946, 1950).
- 11 января, Лондон — Лидия Кякшт, артистка балета, педагог и хореограф, солистка Мариинского театра и лондонского театра «Эмпайр», участница «Русских сезонов» Дягилева.
- 22 марта, Москва — Ольга Книппер-Чехова, русская советская актриса, народная артистка СССР (1937), лауреат Сталинской премии (1943), жена писателя Антона Чехова.
- 29 марта, Москва — Иван Пельтцер, российский и советский актёр театра и кино, режиссёр, заслуженный артист РСФСР (1925), лауреат Сталинской премии (1941).
- 20 июля, Стамбул — Джелал Мусахибзаде, турецкий драматург.
- 22 ноября, Париж — Жерар Филип, французский актёр театра и кино.
- 22 ноября, Катовице — Вацлав Застшежинский, польский театральный деятель.
- 18 декабря, Сидней — Эдуард Борованский[англ.], чешский и австралийский танцовщик и хореограф, основатель «Балета Борованского».